# Sinopliosaurus
Sinopliosaurus je rod pliosauridního plesiosaura, druhohorního mořského plaza, jehož zkameněliny byly objeveny v Číně. Tento mořský masožravec žil v období spodní křídy. Typovým druhem je S. weiyuanensis, popsaný paleontologem C. C. Youngem v roce 1942.

## Teropodní dinosaurus
Druh S. fusuiensis, jak se roku 2008 ukázalo, nebyl plesiosaurem, nýbrž spinosauridním teropodem (masožravým dinosaurem), známým pouze podle fosilních zubů.